# Subsurface
Subsurface is het zevende album van Threshold, uitgebracht in 2004 door InsideOut Music.

## Track listing
1. "Mission Profile" – 8:15
2. "Ground Control" – 7:13
3. "Opium" – 6:48
4. "Stop Dead" – 4:21
5. "The Art of Reason" – 10:20
6. "Pressure" – 5:17
7. "Flags and Footprints" – 4:54
8. "Static" – 5:07
9. "The Destruction of Words" – 6:14

## Band
- Andrew "Mac" McDermott - Zanger
- Karl Groom - Gitarist
- Nick Midson - Gitarist
- Steve Anderson - Bassist
- Richard West - Toetsenist
- Johanne James - Drummer